# Hilary Armstrong, Baroness Armstrong of Hill Top

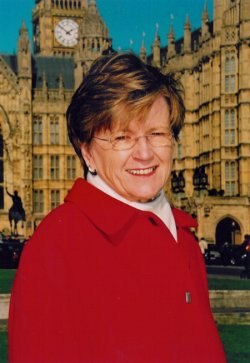
Hilary Armstrong, Baroness Armstrong of Hill Top

Hilary Jane Armstrong, Baroness Armstrong of Hill Top, PC (* 30. November 1945 in Sunderland) ist eine britische Politikerin (Labour Party). Sie vertrat von 1987 bis 2010 den Wahlkreis North West Durham als Abgeordnete im House of Commons. Als Life Peer ist sie Mitglied des House of Lords.

## Leben und Karriere
Armstrong wurde 1945 als Tochter des Labour-Politikers Ernest Armstrong und dessen Frau Hannah P. Lamb in Sunderland geboren und besuchte die Monkwearmouth Grammar School, das West Ham College of Technology, wo sie mit einem Bachelor of Sciences (BSc) abschloss, und die University of Birmingham, wo sie ein Diplom in Sozialarbeit (Social Work) erlangte.
Vor ihrem Eintritt in die Politik arbeitete sie von 1967 bis 1969 in Kenia für die international auf dem Gebiet der Entwicklungshilfe tätige Wohlfahrtsorganisation Voluntary Service Overseas (VOS) als Lehrerin an der Murray Girls' Head School in Mwatate. Später war sie von 1970 bis 1973 als Sozialarbeiterin im Sozialamt (Social Services Department) der Stadtverwaltung von Newcastle upon Tyne und von 1973 bis 1975 in Sunderland im Rahmen des Southwick Neighbourhood Action Project tätig. Von 1975 bis 1986 war sie Universitätsdozentin (Lecturer) in Gemeinde- und Jugendarbeit (Community and Youth Work) an der University of Sunderland. 1985 wurde sie erstmals zum Mitglied des Durham County Council für den Bezirk Crook gewählt und war dort bis 1988 Mitglied.
Für den Wahlkreis Sedgefield trat sie 1983 erstmal zur Wahl zum House of Commons an. Sie unterlag Tony Blair. Bei der Unterhauswahl 1987 folgte sie ihrem Vater, bei dem sie zuvor von 1986 bis 1987 als Sekretärin und wissenschaftliche Mitarbeiterin tätig war, in dessen Wahlkreis North West Durham nach und konnte seine Stimmenmehrheit um 3.806 Stimmen auf 10.162 Stimmen ausbauen.

## Mitgliedschaft im House of Commons
Armstrong war von 1988 bis 1993 Oppositionssprecherin für Bildung. 1988 gehörte sie dem Parlamentarischen Sonderausschuss für Bildung (Education Select Committee) an. Sie war Parliamentary Private Secretary von John Smith während seiner Zeit als Labour-Vorsitzender von 1992 bis 1994 und spielte eine wichtige Rolle in seinem erfolgreichen Kampf, bei Labour-Parteitagen das System One member one vote (OMOV) einzuführen. Armstrong war Mitglied des Labour Party National Executive Committee von 1992 bis 1994 und von 1996 bis 2006.
Von 1994 bis 1995 war sie Oppositionssprecherin für Finanzen und Wirtschaft sowie von 1995 bis 1997 für Umwelt und London. Ebenfalls von 1995 bis 1997 war sie Schattenministerin für Kommunalverwaltung (Shadow Minister for Local Government). Armstrong wurde als Politikerin der rechten Mitte innerhalb der Labour Party gesehen und stand politisch Tony Blair und New Labour nahe. Sie war jedoch auch Mitglied der Amicus-Gewerkschaft (vorher MSF) und ihre gewerkschaftlichen Verbindungen waren nützlich, als sie Unterstützung für die Änderung der Clause IV des Labour-Parteiprogramms suchte.
Armstrong war von 1997 bis 2001 vier Jahre als Staatsministerin (Minister of State) im Ministerium für Umwelt, Verkehr und die Regionen (Department of the Environment, Transport and the Regions) tätig; von 1997 bis 1999 hatte sie die Zuständigkeit für die Bereiche Local Government and Housing, später von 1999 bis 2001 dann für die Bereiche Local Government and English Regions. 1999 wurde sie Mitglied des Privy Councils.
Nach der Unterhauswahl 2001 wurde sie als Chief Whip ins Kabinett befördert. Dies war der Höhepunkt einer politischen Karriere, welche unauffällig, aber größtenteils erfolgreich lief, obwohl sie durch Mitgliedschaft in Sonderausschüssen und Vorwürfe von harten Taktiken im Umgang mit Labour-Mitgliedern, die den militärischen Einsatz in Afghanistan ablehnten, umstritten war. Armstrong wurde auch kritisiert, nachdem die Regierung Anfang 2006 im Unterhaus bei der Frage, wie lange Terrorverdächtige ohne Anklage inhaftiert werden dürfen, und wegen gesetzlicher Regelungen, die als Anstiftung zu religiösem Hass gewertet werden konnten, eine doppelte Abstimmungsniederlage beim Prevention of Terrorism Act 2005 und bei der Religious Hatred Bill 2005 erlitt. Armstrong hatte in ihrer Funktion als Chief Whip im Vorfeld die Regierungsmehrheit für die Gesetze falsch eingeschätzt; außerdem wurde bekannt, dass Tony Blair die Sitzung bereits vor der Abstimmung verlassen hatte, nachdem Armstrong ihm mitgeteilt hatte, dass aufgrund einer sicheren Mehrheit seine persönliche Anwesenheit bei der Abstimmung nicht erforderlich wäre. Die Gerüchte, sie würde zurücktreten, bewahrheiteten sich jedoch nicht.
Kurz darauf wurde Armstrong vom damaligen Oppositionsführer David Cameron in einer parlamentarischen Aussprache mit Tony Blair lächerlich gemacht. Cameron sagte: „Sie wird der erste Chief Whip in der Geschichte sein, der den Premierminister in die Situation brachte, eine wichtige Abstimmung zu verlieren – welches ein interessanter Karriereschritt ist.“ Das war das zweite Mal, dass Cameron sie während der Prime Ministers Questions angriff. Bei seinem Debüt als Oppositionsführer am 7. Dezember 2005 äußerte er sich folgendermaßen: „Das ist das Problem mit diesen Austausch, der Chief Whip auf der Labour-Seite schreit wie ein Kind. Ist sie fertig? Sind Sie fertig?“
Am 5. Mai 2006 wurde Armstrong zum Chancellor of the Duchy of Lancaster, zur Ministerin des Cabinet Office (Minister for the Cabinet Office) und zum Minister for Social Exclusion ernannt. 2006 startete Armstrong eine Petition für die Labour Party im Wahlkreis Bethnal Green and Bow gegen die Teilnahme des Respect-Abgeordneten George Galloway an der Sendung Celebrity Big Brother von Channel 4. Sie kritisierte Galloway dafür, während der Zeit im Big Brother-Haus weiter als Abgeordneter bezahlt zu werden. Galloway reagierte mit der Aussage, er plane, den Steuerzahler nach seinem Auszug zu entschädigen, nachdem er zum jetzigen Zeitpunkt nicht wisse, wie viel er bis zu seinem Auszug an Abgeordnetenbezügen erhalten werde.
Armstrong trat förmlich am 27. Juni 2007 von ihren Regierungsämtern zurück, als Tony Blair als Premierminister zurücktrat. Gordon Brown kündigte, nachdem er Premierminister wurde, ihre Ernennung als Vorsitzende (Chair) eines Parliamentary Labour Party Manifesto Committee an, welches Parteiziele zur Förderung von Kindern entwickeln sollte. Am 4. Juli 2009 gab sie bekannt, dass sie zur Unterhauswahl 2010 nicht mehr antreten werde.

## Mitgliedschaft im House of Lords
Am 18. Juni 2010 wurde sie zum Life Peer als Baroness Armstrong of Hill Top, of Crook in the County of Durham, ernannt und wurde am 6. Juli 2010 offiziell ins House of Lords eingeführt. Dabei wurde sie von Sally Morgan, Baroness Morgan of Huyton, und Leslie Griffiths unterstützt. Ihre Antrittsrede hielt sie am 5. Oktober 2010.
Als ihre politischen Interessen gibt sie auf der Internetpräsenz des House of Lords Regionalentwicklung und globale Entwicklung, Bildung, Umweltpolitik, soziale Ausgrenzung und gemeinnützige Wirtschaftsunternehmen (Social Enterprises) an. Als Länder von besonderem Interesse nennt sie die Zentralafrikanische Republik, Kenia, Südafrika, Tansania und Uganda.

## Weitere Ämter und Mitgliedschaften
Armstrong war von 1994 bis 1997 stellvertretende Vorsitzende (Vice-Chair) des British Council. Sie ist Mitglied des Beirates (Advisory Board) des Abfallentsorgungsunternehmens SITA UK und beim Verlagshaus und Eventveranstalter GovNet Communications. Ihr rascher Wechsel nach ihrem Ausscheiden aus der Politik in die Wirtschaft zu SITA UK, einem Abfallwirtschaftsunternehmen, welches staatliche Aufträge zur Abfallentsorgung erhalten hatte, rief Kritik in der Öffentlichkeit hervor.
Armstrong habe während ihrer Zeit als Staatsministerin mit der Zuständigkeit für die Kommunalverwaltung entscheidend Einfluss auf das System und die Regelungen der Abfallentsorgung nehmen können.
Beim NHS Foundation Trust des County Durham and Darlington ist sie Non-Executive Director. Armstrong ist Vorsitzende (Chair) von Community Energy Solutions und Mitglied im Aufsichtsrat (Board Member) bei der Westminster Foundation for Democracy.
Außerdem ist sie Vorsitzende (Chair) der Tony Blair Sports Foundation, sowie Mitglied im Treuhandrat (Trustee) der Tony Blair Africa Governance Initiative (AGI), bei VSO International, Cyrenians (Tyneside and North East) und bei Emmaus UK.

## Familie und Privatleben
Armstrong ist seit 1992 mit dem Labour-Politiker und Universitätsprofessor Paul Corrigan (* 1948) verheiratet. Corrigans Ernennung zum persönlichen Berater von Alan Milburn, dem damaligen Kabinettsminister für Gesundheit (Secretary of State for Health), im Jahre 2001 brachte Milburn den Vorwurf der Vetternwirtschaft ein. Die Verpflichtung Corrigans als Fachmann für die Privatisierung des Öffentlichen Sektors war außerdem ein Grund für Besorgnis von Armstrongs Kollegen aus Gewerkschaftskreisen.